# Promiscuous
«Promiscuous» es el segundo sencillo del tercer álbum de estudio Loose de la cantautora luso-canadiense Nelly Furtado con la participación del rapero y productor estadounidense Timbaland. Fue lanzada como sencillo el 28 de marzo de 2006, y después de unas semanas en el chart llegó a la casilla número uno del Billboard Hot 100 en Estados Unidos, convirtiendo a Furtado en la primera artista de origen portugués en encabezar dicho listado. La letra de la canción presenta una conversación entre una mujer y un hombre que se llaman promiscuos entre sí.
La canción fue bien recibida por los críticos musicales, y algunos críticos la llamaron como "la canción más destacada del álbum". "Promiscuous" es hasta la fecha la canción más exitosa de la carrera de Furtado, fue un éxito internacional. Se convirtió en el primer sencillo número uno de Furtado en Estados Unidos,y fue el primer número uno de una artista femenina canadiense desde el tema I'm Your Angel de 1998 de Céline Dion junto a R. Kelly en la lista de Billboard Hot 100.  La canción también encabezó las listas en Nueva Zelanda y se ubicó entre los diez primeros en muchas listas en toda Europa. 
El vídeo musical que lo acompaña fue dirigido por Little X y presenta a Furtado y Timbaland, en lo que Furtado describe como un "juego de ping-pong verbal".  Keri Hilson, Justin Timberlake y Bria Myles realizan cameos. La canción ganó el premio al 'Mejor sencillo pop del año' en los Billboard Music Awards de 2006 y recibió una nominación a la 'Mejor colaboración pop con voces' en la 49.ª edición de los premios Grammy, perdiendo ante For Once in My Life de Stevie Wonder y Tonny Bennett.

## Información de la canción
La canción fue escrita por Tim "Attitude" Clayton, Nate Hills, Timbaland, Tim Mosley y Nelly Furtado, y producida por Timbaland, Danja y Justin Timberlake. Con la intervención de estos dos productores, la canción adquirió un fuerte ritmo de la música de los 80's principalmente del estilo de Madonna, Talking Heads, Blondie, The Police y del dúo Eurythmics. Fue bien recibida por las críticas musicales, las cuales fueron positivas.
Promiscuous fue lanzada en Norteamérica como primer sencillo del álbum Loose, eventualmente la canción llegó al puesto número uno del Billboard Hot 100 en la semana fechada como 8 de julio de 2006, por tercera semana consecutiva fue honrado con la pequeña frase "Airplay Gainer", esto quiere decir que llevaba tres semanas en el número uno del Hot 100 Airplay (radio estadounidense), permaneció en el primer lugar del Hot 100 gracias al gran éxito que ha tenido en la radio y a las descargas, que por primera vez encabeza la lista del Hot Digital Songs, en semanas anteriores no había podido ascender al número 1 debido a las fuertes descargas digitales que recibía la canción Hips Don't Lie de Shakira con Wyclef Jean. Mientras tanto en Canadá, Promiscuous alcanzó el primer lugar en ventas en su quinta semana activo en las listas de acuerdo con NielsenSoundScan.
Su álbum titulado Loose debutó en el número uno del Billboard 200 vendiendo un total de 219.000 copias en su primera semana, siendo su mejor semana debut en ventas y en posiciones, sus anteriores trabajos discográficos Whoa, Nelly! y Folklore únicamente lograron llegar hasta el puesto número 24 y 38 respectivamente. Otro logro en su carrera que ocurrió en esa semana llamó mucho la atención, ya que mantuvo simultáneamente su sencillo Promiscuous y su álbum Loose en el primer lugar de las listas más importantes de Billboard (el Hot 100 y el Billboard 200).

## Videoclip
El vídeo musical para promocionar a Promiscuous fue dirigido por el canadiense 'Little X', quien ha dirigido videos de sencillos que se han convertido en hits número uno entre ellos destacan Yeah! de Usher con Lil' Jon y Ludacris, y otros videos de Usher tales como U remind me y Caught up entre otros.
El videoclip de Nelly Furtado presenta en la mayoría de sus escenas una fiesta estilo con luces fluorescentes de discoteca rojas, azules, amarillas y verdes, donde hay una multitud de jóvenes bailando y realizando coreografías un poco provocativas para ir de acuerdo con el título de la canción. Más adelante Furtado toma su teléfono celular y empieza a llamar a mucha gente que se encuentra del otro lado de la línea, entre ellos Timbaland, quien en otras escenas intercambia el puesto de baterista y vocalista del "dúo" (con Nelly Furtado) en una habitación amarilla. Otras de las personalidades de Hollywood que aparecieron en el video fueron el cantante R&B-pop ganador del Grammy Justin Timberlake y la joven modelo hip hop y actriz Bria Myles.
En programas video musicales como MTV y MuchMusic debutó el día 3 de mayo, en los cuales ha tenido una gran aceptación, específicamente en el espacio Total Request Live.

## Formatos y lista de canciones
| Sencillo internacional 1. «Promiscuous» (radio edit) 2. «Crazy» (Gnarls Barkley reedición en vivo) 3. «Promiscuous» (the Josh Desi remix) 4. «Promiscuous» (video) Sencillo (Holanda) 1. «Promiscuous» (radio edit) 2. «Crazy» (Gnarls Barkley reedición en vivo) Sencillo (Australia) 1. «Promiscuous» (radio edit) 2. «Undercover» 3. «Promiscuous» (the Josh Desi remix) 4. «Promiscuous» (video) | «Promiscuous» (Remixes) - EP (ITunes descarga digital) 1. «Promiscuous» (Crossroads Vegas mix) con Mr. Vegas 2. «Promiscuous» (the Josh Desi remix) 3. «Promiscuous» (Crossroads mix instrumental) 4. «Promiscuous» (the Josh Desi remix instrumental) 5. «Promiscuous» (álbum versión) 6. «Crazy» (Gnarls Barkley reedición en vivo) |

## Posiciones
| País (2006)                        | Posición |
| ---------------------------------- | -------- |
| Canadá Top 100                     | 1        |
| Indonesia                          | 1        |
| Chile                              | 1        |
| Croacia                            | 1        |
| Polonia                            | 1        |
| Rumania                            | 1        |
| Israel                             | 1        |
| Costa Rica                         | 1        |
| Hot 100 Brasil                     | 1        |
| Estonia                            | 1        |
| Hungría                            | 1        |
| Holanda Top 40                     | 1        |
| Turquía                            | 1        |
| Nueva Zelanda RIANZ                | 1        |
| Sudáfrica                          | 1        |
| U.S. Billboard Hot 100             | 1        |
| U.S. Billboard Pop 100             | 1        |
| U.S. Billboard Hot Dance Club Play | 1        |
| Países Bajos                       | 1        |
| Argentina                          | 5        |
| Australia ARIA                     | 2        |
| Austria Top 74                     | 12       |
| Bélgica                            | 6        |
| Brasil                             | 5        |
| Perú Tracks 100                    | 1        |
| Canadá Airplay                     | 2        |
| Holanda Top 40                     | 9        |
| Francia Top 100                    | 15       |
| Alemania Top 100                   | 6        |
| Irlanda                            | 5        |
| Italia Top 75                      | 8        |
| Latinoamérica Top 40 Airplay       | 13       |
| México Top 100                     | 2        |
| Noruega                            | 3        |
| Polonia                            | 2        |
| Portugal                           | 2        |
| Suecia Top 60                      | 16       |
| Suiza Top 100                      | 6        |
| Reino Unido Top 75                 | 3        |
| U.S. Billboard Rhythmic Top 40     | 2        |